# Plastiscines
Plastiscines («Пластиси́нс») — полностью женская французская рок-группа.

## Формирование
В Plastiscines входят: Katty Besnard (вокал\гитара), Louise Basilien (бас) и Anoushka Vandevyvere (так же известная как Anais) на ударных. Ранее в коллективе состояли Caroline,  Marine Neuilly (гитара) и Zazie Tavitian (барабаны).
Группа сформировалась в 2004 году из Besnard, Neuilly, Tavitian, всех из одной школы в Saint-Cyr-
l'École, и встреченной ими на концерте английской группы the Libertines , Basilien. Их талант был замечен Максимом Шмиттом (Maxime Schmitt), продюсером германской команды Kraftwerk, и в октябре 2006 года был подписан контракт с лейблом Virgin France. Влияние на новоиспечённый коллектив оказали такие исполнители как the Libertines, White Stripes, the Strokes , Ramones , а также раннее творчество Kinks и Blondie.
Их название происходит из фразы «plasticine porters with looking glass ties» в песне The Beatles «Lucy in the Sky with Diamonds», с альбома Sergeant Pepper's Lonely Hearts Club Band 1967 года.
Plastiscines были отображены в эпизоде сериала «Сплетница» (англ.
Gossip Girl), в серии «They Shoot Humphreys, Don’t They?».

## «Les bébés rockers»
Plastiscines — одна из нескольких парижских подростковых музыкальных групп, упомянутых все вместе как Les bébés rockers. Paris Calling — сборник с музыкой некоторых из них. Издание включает одни из первых студийных синглов Plastiscines — «Shake (Twist Around the Fire)» и «Rake».
Исполнители, включенные в эту компиляцию, были презрены некоторыми элементами прессы за их
«буржуазный» оттенок . Другими словами, они были представлены как «испорченные
дети богатых родителей, играющие в рок-звёзд» .

## LP1 (2007)
Первый альбом группы, «LP1»(то есть «Долгоиграющий»1), был выпущен 12 февраля 2007 года и представлял собой записи тринадцати особенно коротких песен (ни одна из них не была по продолжительности более трёх минут, некоторые из них длились менее двух минут). Издание включает их первый сингл «Loser», а также две песни («Rake» и «Shake (Twist Around the Fire)») c издания Paris Calling.

## About Love (2009)
Релиз второго альбома, «About Love», состоялся 21 июня 2009 года. Три композиции с него были доступны с 21 апреля 2009 года на EP «Barcelona», содержащем синглы «Barcelona», «You’re No Good» и «I Could Rob You».
«Barcelona» была песней недели в течение первой недели января 2010 года по версии iTunes.

## Дискография
| Тип   | Год  | Название            |
| ----- | ---- | ------------------- |
| LP    | 2007 | LP1                 |
| LP    | 2009 | About Love          |
| EP    | 2009 | Barcelona (Remixes) |
| Сингл | 2007 | Loser               |
| Сингл | 2009 | Bitch               |
| EP    | 2010 | Pas Avec Toi        |